# آقاعلی زنوزی
علی زنوزی مشهور به مدرس و حکیم مؤسس (متولد ۱۲۳۴ قمری در اصفهان- ۱۳۰۷ قمری در تهران) از حکمای قرن چهارده هجری قمری است.

## زندگی
او فرزند ملا عبدالله زنوزی، از حکمای بزرگ اصفهان بود. او سه ساله بود که پدرش به سفارش ملا علی نوری از اصفهان به تهران کوچید تا چراغ حکمت را در پایتخت تازه ایران و حوزه علمیه تهران بیفروزد. آقا علی علوم متداول را نزد پدرش و علمای دیگر آموخت و به دلیل کسب تبحر در علوم عقلی و نقلی، از استادان برجسته و بزرگ در تهران به‌شمار می‌رفت. او نزدیک به شصت سال در تهران حکمت و فلسفه را تدریس و ترویج کرد و شاگردان بسیاری را نیز پرورش داد و چون اغلب شاگردان او خود در علوم گوناگون استاد شدند، از این رو به آقا علی، مدرس و استاد الاساتید لقب دادند. همچنین به دلیل این که او ابتکارات و نوآوری‌هایی را در حوزه علوم عقلی ایجاد کرد به حکیم مؤسس نیز مشهور شده‌است. از آن‌جا که بیش‌تر عمرش را در تدریس علوم گوناگون سپری کرد به حکیم تهران نیز معروف شده‌است.
وی از مشهورترین حکمای سده سیزده هجری و از مدرسان مدرسه سپهسالار قدیم حوزه علمیه تهران است. به دلیل استفاده از روش استدلالی خاص و مهارت فوق‌العاده اش در تدریس کلام و فلسفه و حکمت و ریاضیات به مدرس و استاد الاساتید مشهور شده‌است و به علت داشتن مکارم اخلاقی و معنوی با عنوان حکیم الهی نیز نامیده می‌شده‌است.
وی در جوار حرم شاه عبدالعظیم مدفون است.

## آثار
- ابواب حکمت میزانیه
- بدایع الحکم و حاشیه‌ی اسفار
- حاشیه بر شوارق الالهام
- رساله در وجود رابطی
- سبیل الرشاد فی الاثبات (الاحوال) المعاد
- النفس الکل القوی
- رساله الحکمیه
- رساله فائده فی النفس

## برای مطالعهٔ بیشتر
- معاد از دیدگاه حکیم مدرس زنوزی، غلامحسین ابراهیمی دینانی، ناشر: حکمت، ۱۳۶۸